# Claude Chastillon

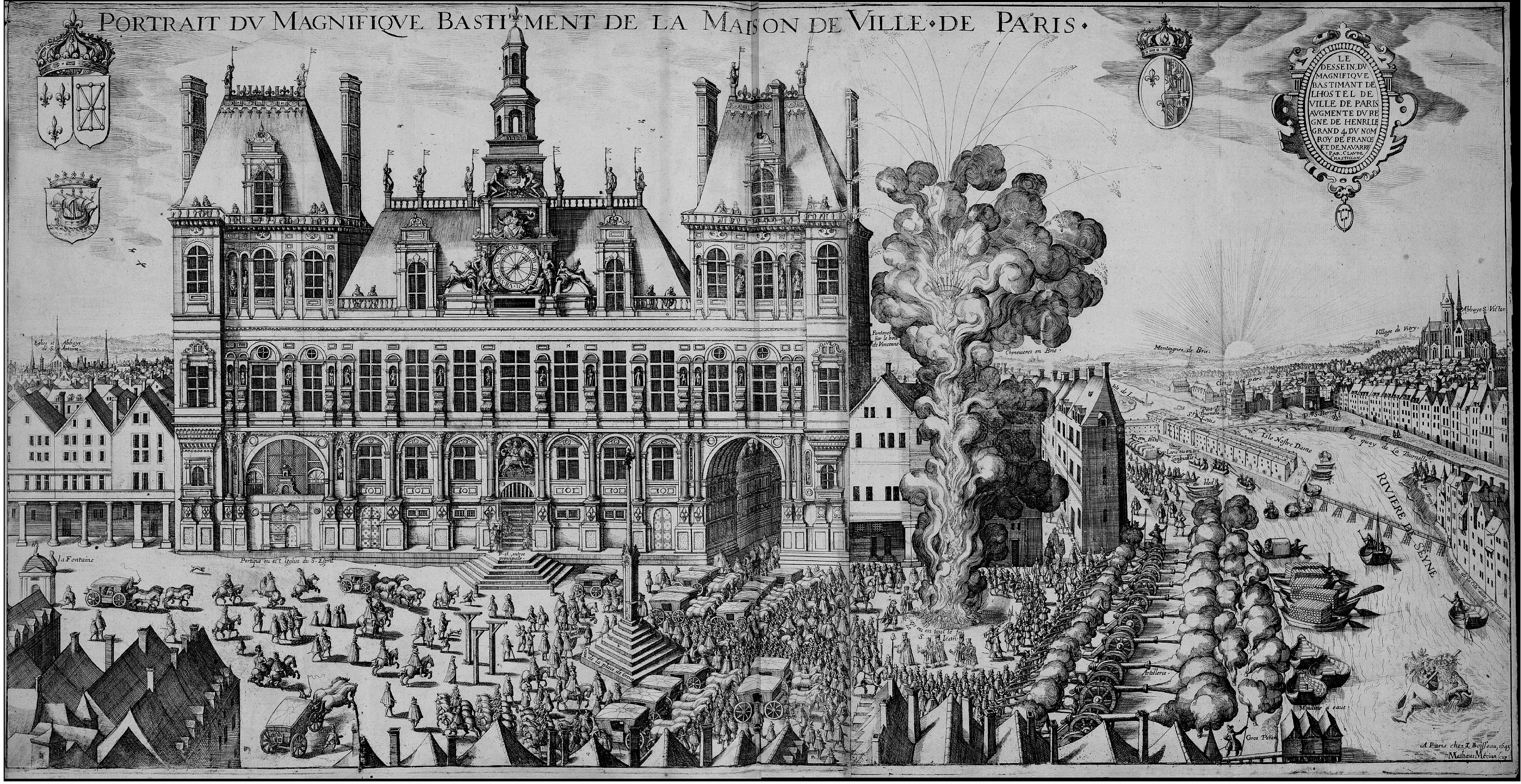
París, el Hôtel de ville y la plaza de Grève hacia 1610.

Claude Chastillon (Châlons-en-Champagne, 1559 o 1560 - Châlons-en-Champagne, 27 de abril de 1616) fue un arquitecto, ingeniero y topógrafo francés al servicio del rey Enrique IV de Francia. Se convirtió topógrafo del rey en 1592 y tres años más tarde, recibió el título de ingeniero real.

## Obra
Después de haber viajado a través de Francia y de otros países vecinos, dibujó muchísimos lugares visitados, lo cual constituye un testimonio único del estado de esos lugares a finales del siglo XVI y principios del XVII. Su obra considerable consta de grabados, de los que 534 se recogen en una edición póstuma publicada en 1641 titulada Topographie française. Las « villes, bourgs, châteaux, maisons de plaisance, remises et vestiges de l'antiquité du royaume de France» [ciudades, pueblos, castillos, casas de recreo, rehechos y restos de antiguo reino de Francia] están representados en él, al que se añadieron escenas de batallas libradas por Henry IV y algunas ciudades extranjeras. Una segunda edición de este libro apareció en 1648 y una tercero en 1655.
Entre estos grabados se incluyen entre otros «Lexelent Bastiment de la Tour ou Phanal de Cordouan», el «Portrait du Magnifique Bastiment de la Maison de Villa de Paris» o el «Grand Collège roial basti à Paris du Regne de Henri le Grand, 4è du nom, roy de France et de Navarre», futuro Colegio de Francia que dibujó en 1612.

## Arquitectura
A partir de 1605 trabajó como arquitecto con Jacques II Androuet du Cerceau en el diseño de la Place Royale, actual plaza de los Vosgos en París. Este encargo, recibido del rey Enrique IV, vio sus trabajos terminar en 1612. A continuación, la plaza fue inaugurada con motivo de los enlaces de Luis XIII y de Ana de Austria. Después de haber recibido una parcela del rey en la propia plaza, Claude Chastillon hizo construir allí su propio hôtel en el número 10.
Fue también encargado para el proyecto de reconstrucción de un puente en Rouen para cruzar el Sena. Un dibujo original en color, de 8 metros de largo y fechado en 1608, prefigura los detalles de este trabajo.

## Lista des lugares topografiados por Claude Chastillon
Clasificados alphabeticamente y por fecha

### Antigüedades
- Arcos de Parigny, antiguo acueducto situado en los alrededores de Poitiers
- Arenas de Poitiers
- Ruinas de las termas antiguas de Cluny, en París, 1610
- Vestigió del Puente-acueducto de Jouy-aux-Arches, 1614

### Villas
- Villa de Chastillon sur Loing
- Villa de Attigny
- Villa de Ay
- Villa de Bisseuil, asedio de 1590.
- Villa de Châlons-en-Champagne, 3 planchas.
- Villa de Châteauneuf-sur-Loire
- Villa de Coulommiers, ca. 1600
- Villa de Dinant
- Villa de Donchery
- Villa de Dormans
- Villa de Épernay
- Villa de Épernay, durante el asedio de la villa por Henri IV
- Villa de Epernon
- Villa de Entrains
- Villa de Etain
- Villa de Genève
- Villa de La Guerche
- Villa de Huy
- Villa de Jargeau
- Villa de Lormes
- Villa de Mézières (Charleville-Mézières)
- Villa de Mantes-la-Jolie
- Villa de Mareuil-sur-Ay
- Villa de Maubert-Fontaine, 2 planchas
- Villa de Méry-sur-Seine
- Villa de Montmirail
- Villa de Mouzon
- Villa de Niort
- Villa de Nogent-sur-Seine
- Villa de París
- Villa de Poitiers
- Villa de Pontoise
- Villa de Pont-sur-Seine
- Villa de Pont-sur-Yonne
- Villa de Provins
- Villa de Reims (2 planchas)
- Villa de Rethel
- Villa de Rocroi
- Villa de Rouen
- Villa de Saint-Dizier
- Villa de Sainte Menehould (2 planchas)
- Villa de Saint-Jean-d'Angély
- Villa de Sedan
- Villa de Sézanne, l'estampe est légendée de la sorte La petite Villa de Sezanne en Brye.
- Villa y castillo de Royan, 1604
- Villa de Vertus
- Villa de Vitry-en-Perthois
- Villa de Vitry le François

### Châteaux
- Château de Beaugency
- Château de Baugy
- Château de Beauté-sur-Marne
- Château de Bonnivet
- Château de Chapelaine, à Vassimont-et-Chapelaine
- Château de Conflans, à Villeseneux, 1616.
- Château de Coucy
- Château de Châtelaillon (rotulado «château de César», grabado controvertido)
- Château de Dampierre-sur-Boutonne
- Château de Gournay
- Château du Grand-Pressigny
- Château de La Guerche
- Château de Jussy
- Donjon d'Étampes
- Château de Meillant
- Château de Meudon
- Château du Mont Aimé
- Château de Montceaux
- Château de Montlhéry
- Citadelle de Montmélian
- Château-Neuf de Saint-Germain-en-Laye
- Château de Poitiers
- Donjon de Pons
- Château de Previlly
- Château et fort Saint-Jacques en Tarentaise, 1600
- Château de la Roche-Guyon
- Château de Sancerre durante el asedio de 1572
- Château de Savigny-sur-Orge
- Château de Sept-Saulx
- Château de Targé, en Châtellerault
- Château de Tours
- Château de Vayres

### Otros edificios
- Place des Vosges (El Grand Carrousel dado en la place Royale (Place des Vosges) en París el de 5 de abril de 1612)
- Place Dauphine en París
- Hôpital Saint-Louis 1607
- Collège royal en París
- Hôtel de ville de París
- Cathédrale Saint-Pierre de Poitiers
- Antigua Salle des Plaids du Palais de Poitiers
- Capilla de Notre-Dame de Montfort, 1615 (légendée à tort comme étant la chapelle Notre-Dame de la cathédrale de Lisieux)
- Phare de Cordouan
- Baños góticos de Châteauneuf-sur-Loire

### Otros lugares
- Proyecto de la puerta y de la plaza de Francia en París, 1610
- La charge de Pringy. 1589 (quatre dessins sur même planche).

## Obras en línea
- Grabados en Gallica
- Topographie française, 1655

## Grabados

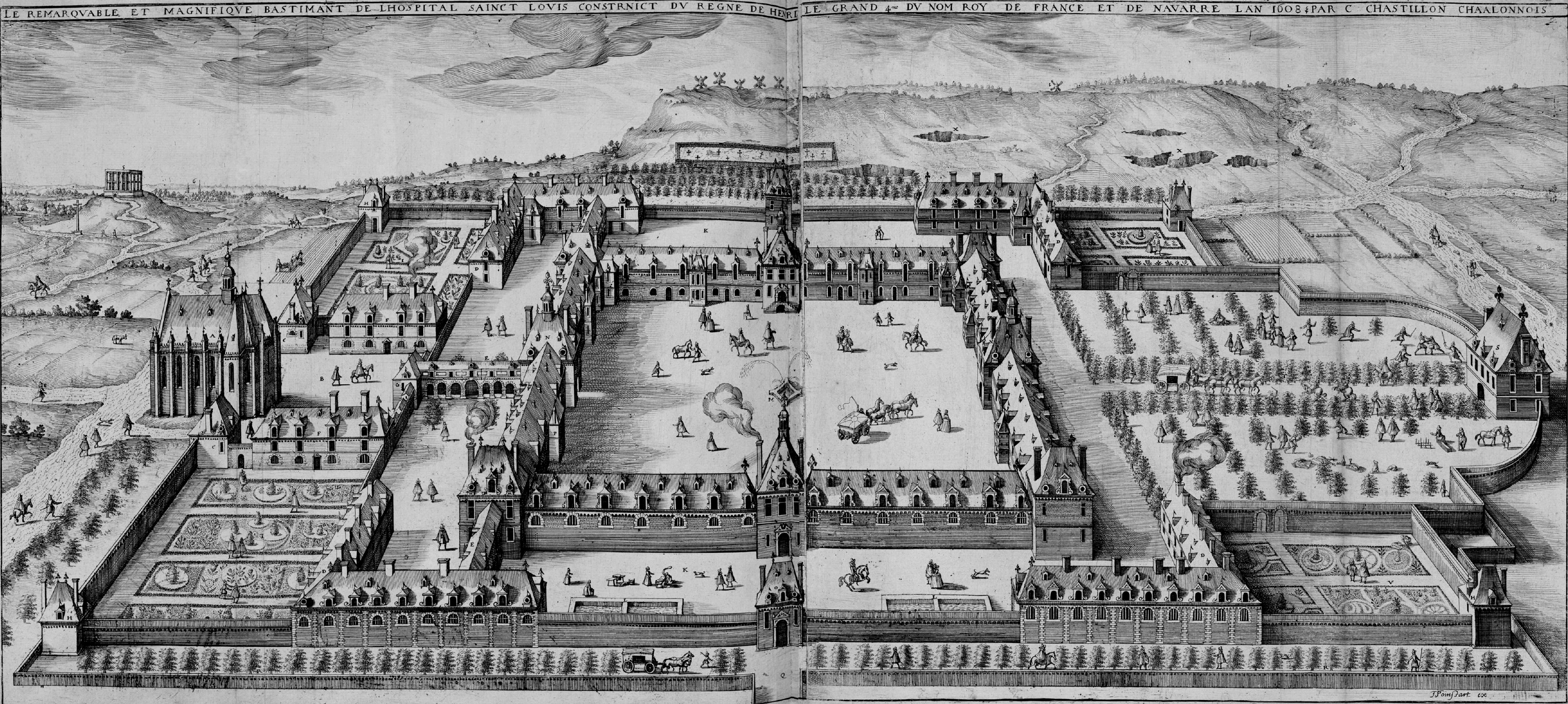
Hôpital Saint-Louis (París) en 1608
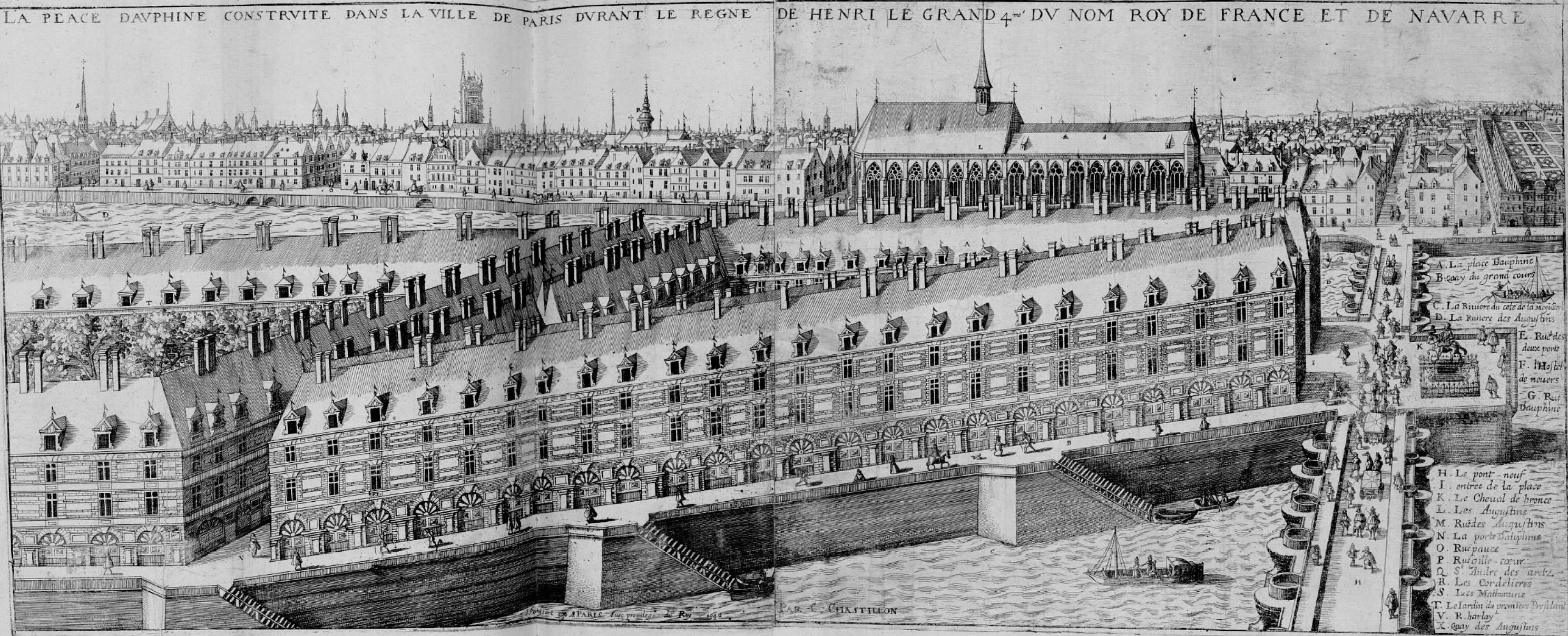
La Place Dauphine en París, a comienzos del XVII
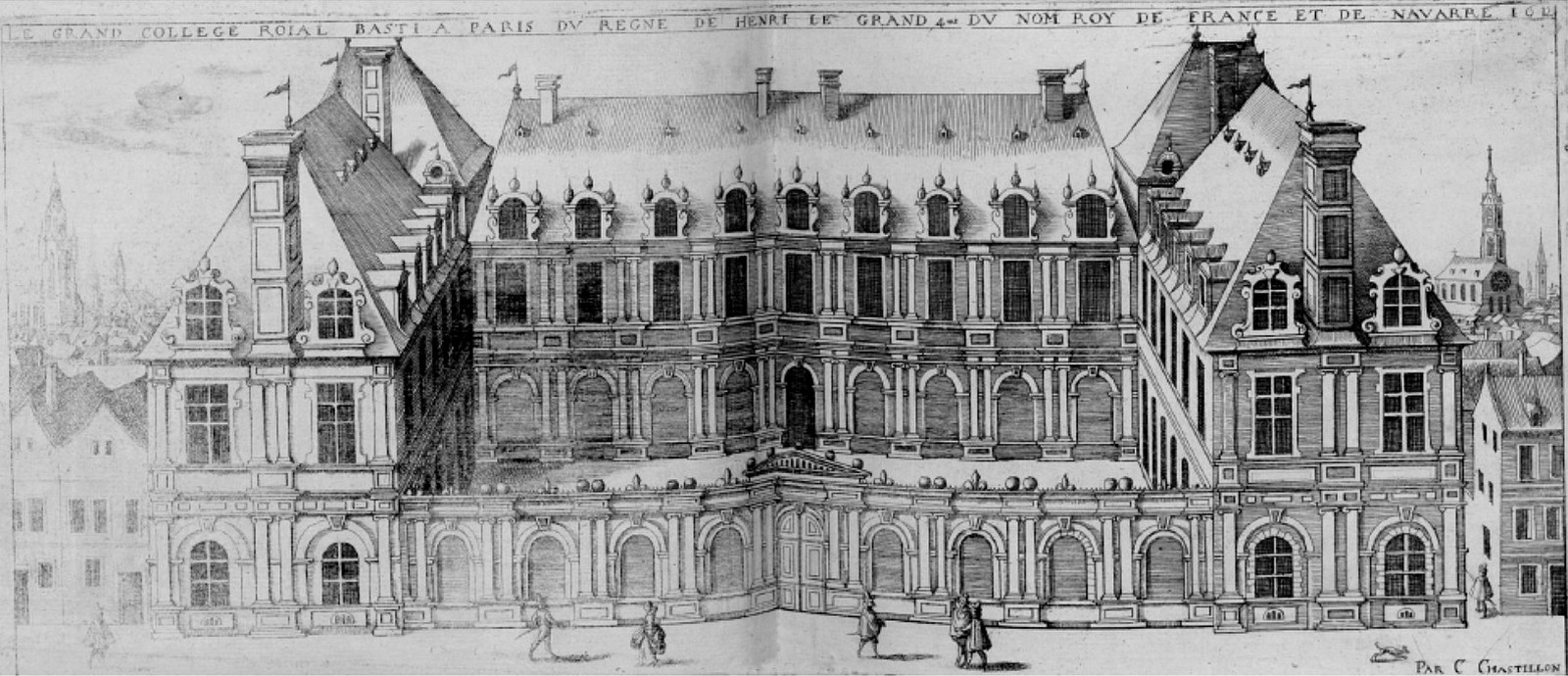
Le Collège royal en París, dibujado en 1612
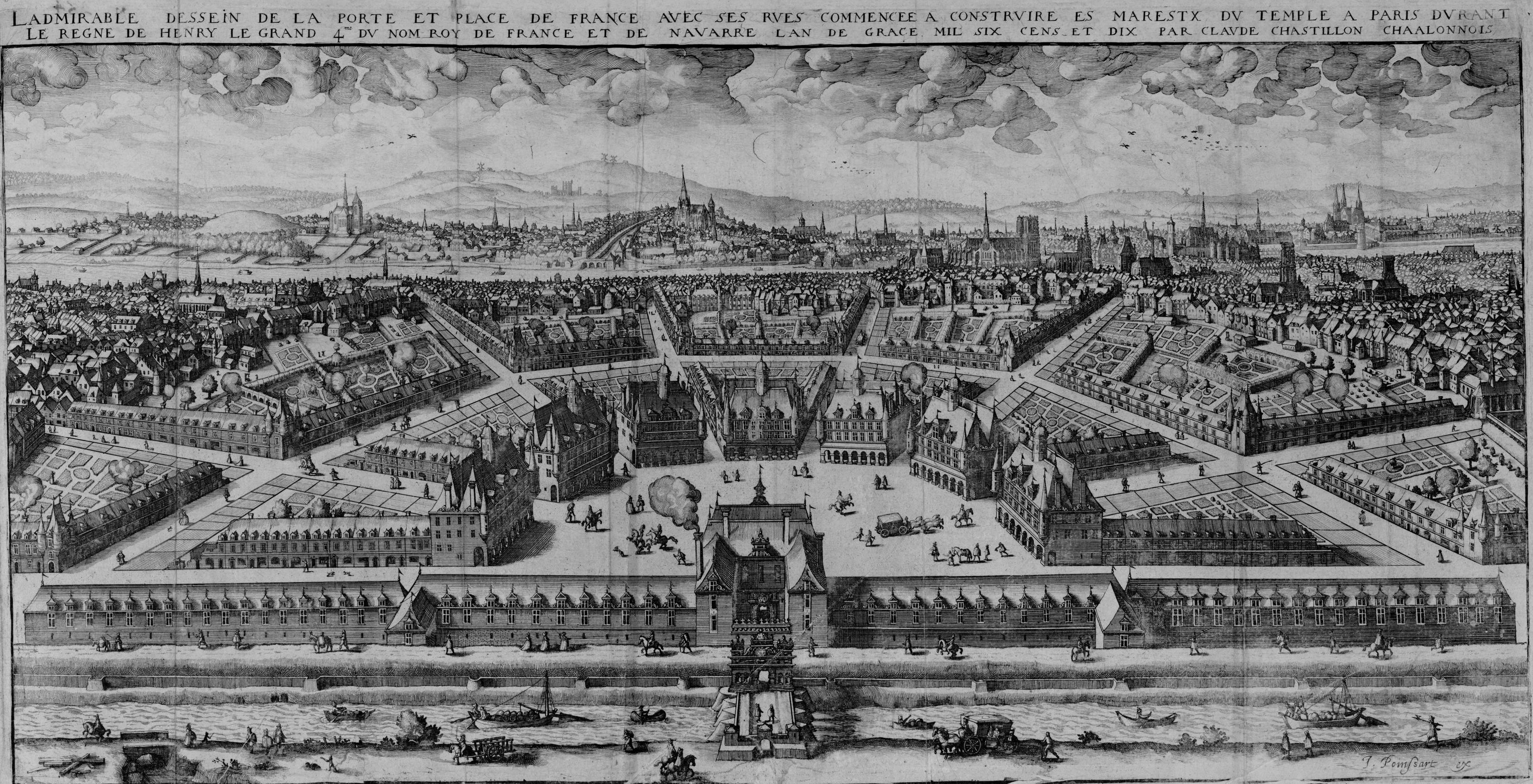
Proyecto de la Place de Francia (París) en 1610
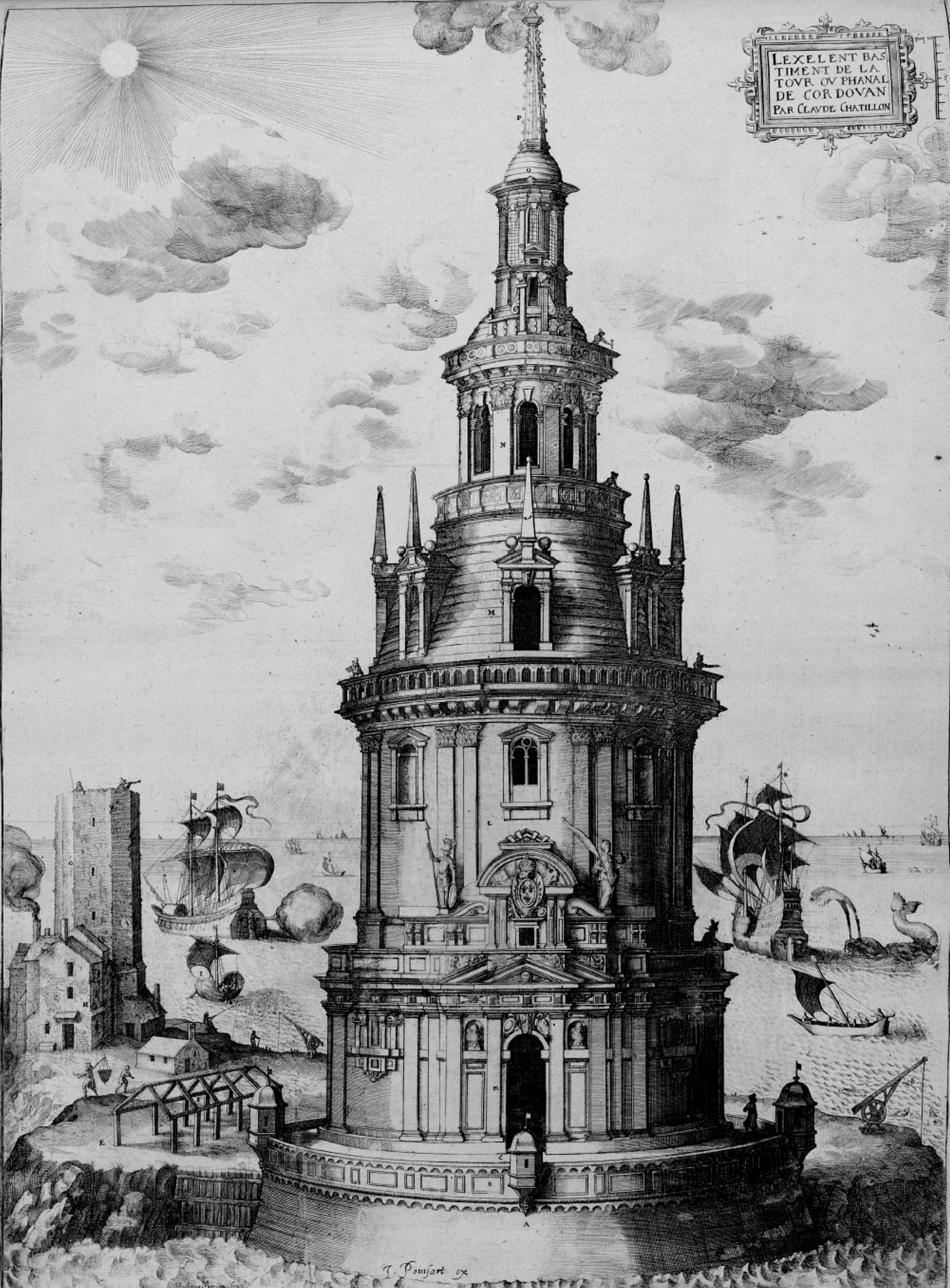
Le Phare de Cordouan en el XVII
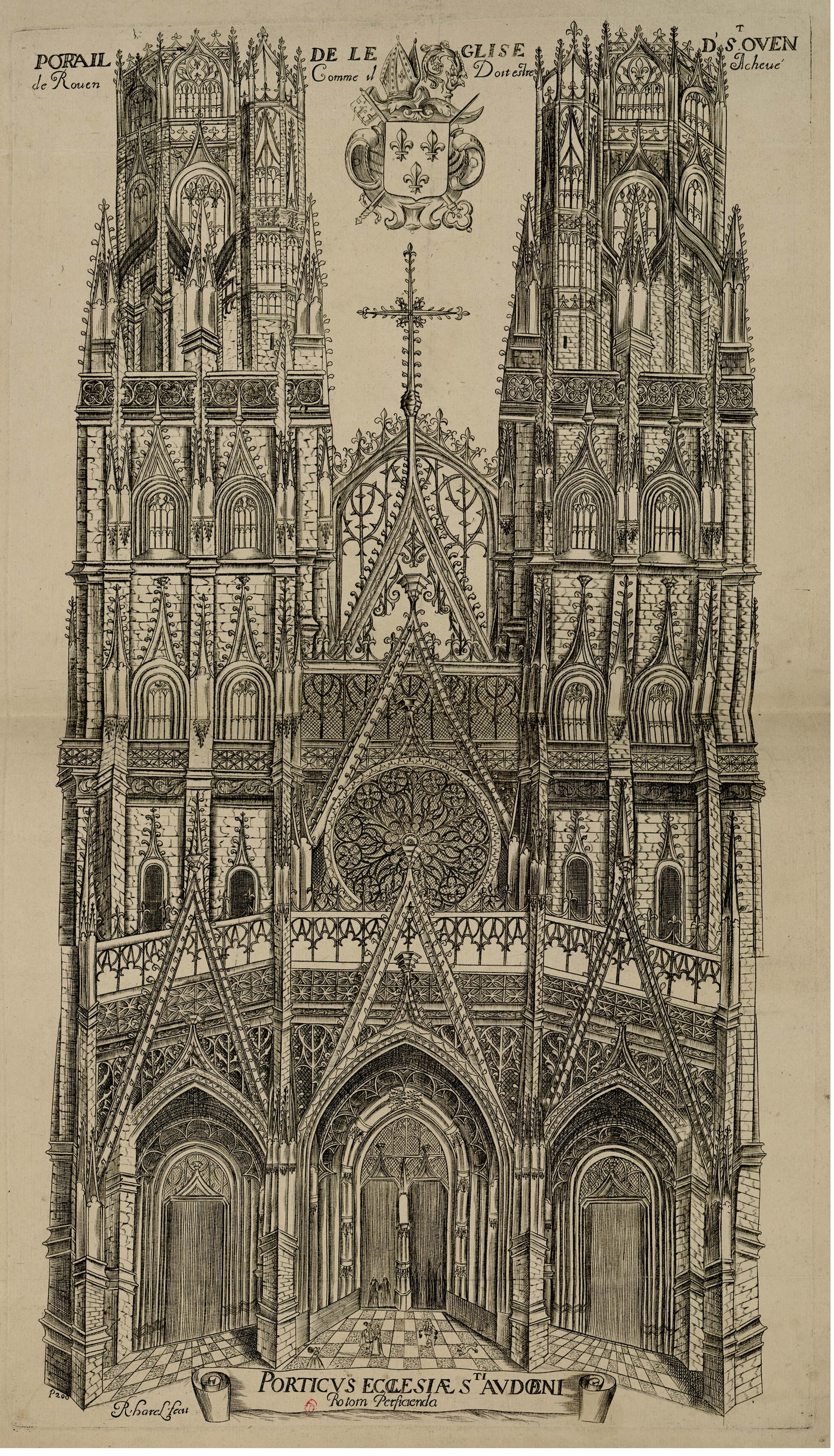
La iglesia Saint-Ouen de Rouen tal como estaría a comienzos del XVII
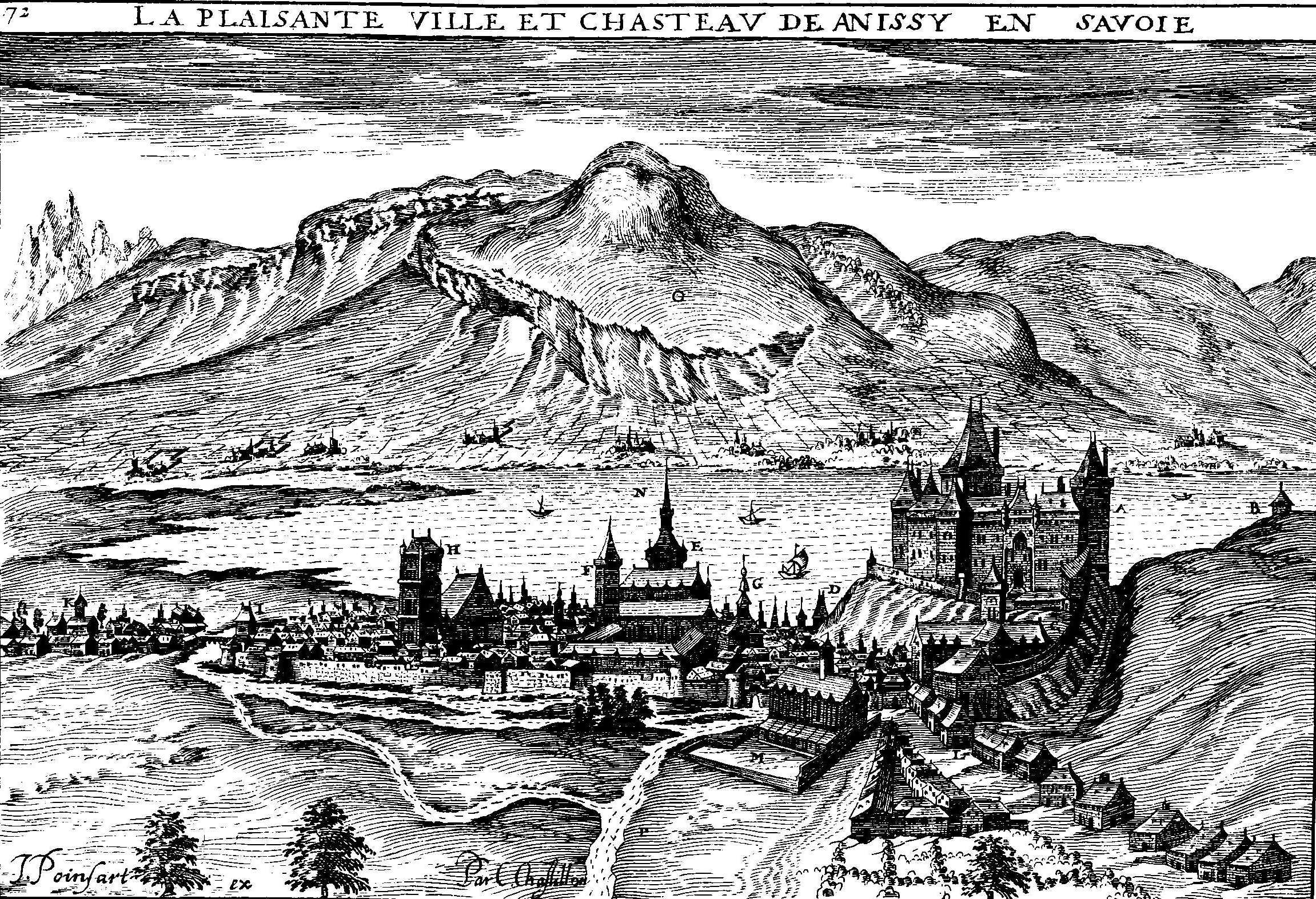
La villa de Annecy y su château
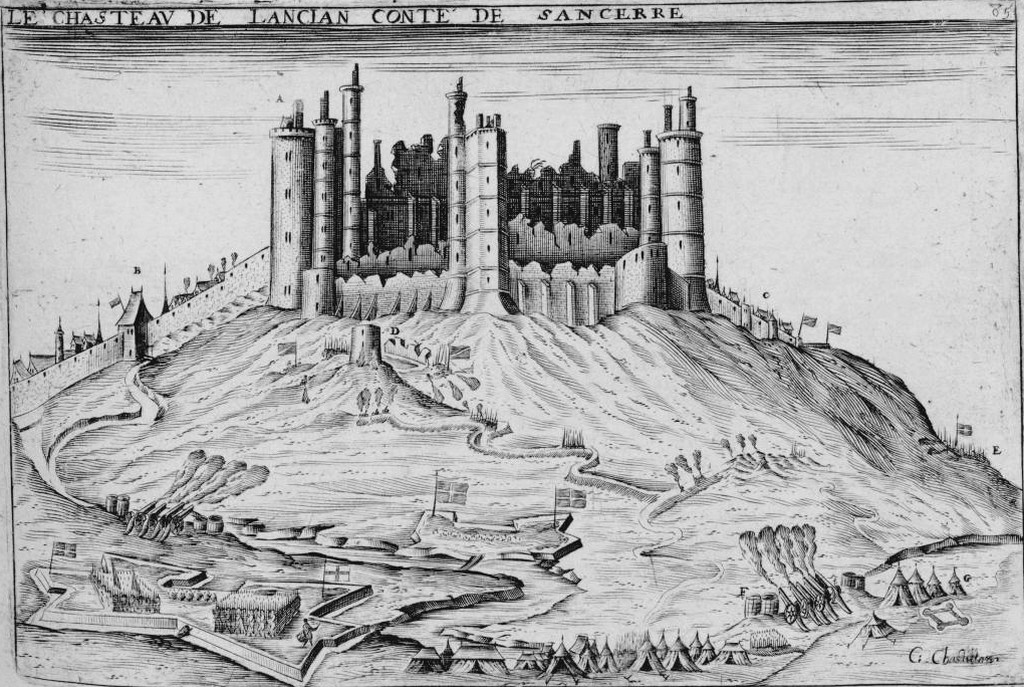
El asedio de Sancerre
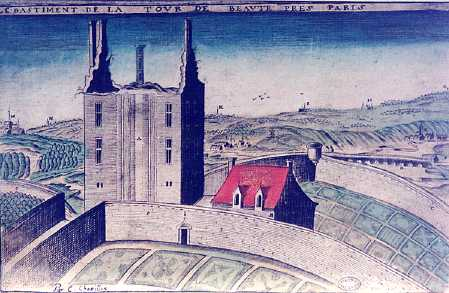
El antiguo château de Beauté-sur-Marne en Nogent-sur-Marne
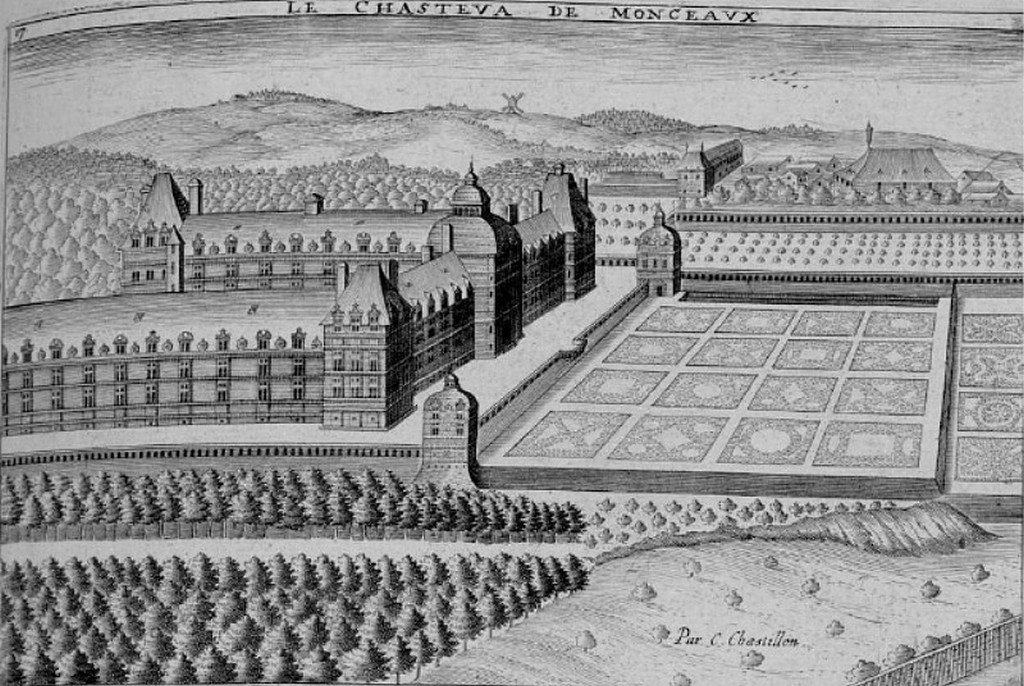
El antiguo château de Montceaux en Montceaux-lès-Meaux
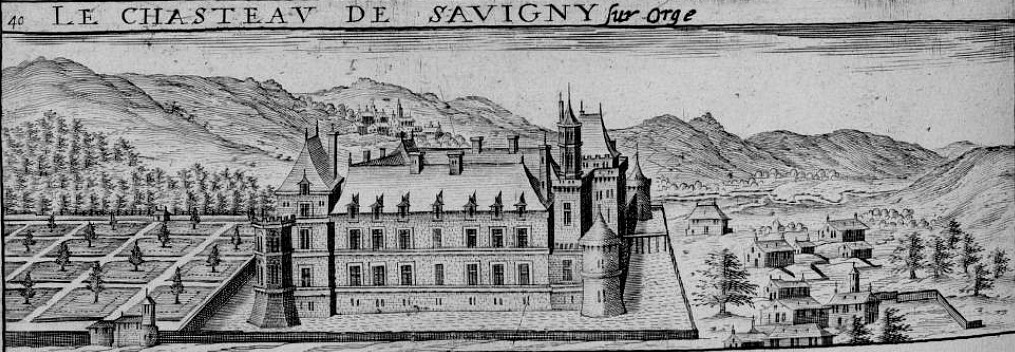
El château de Savigny-sur-Orge
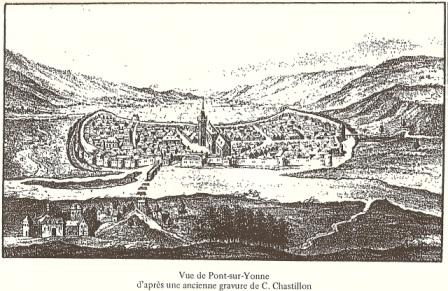
La Villa de Pont-sur-Yonne
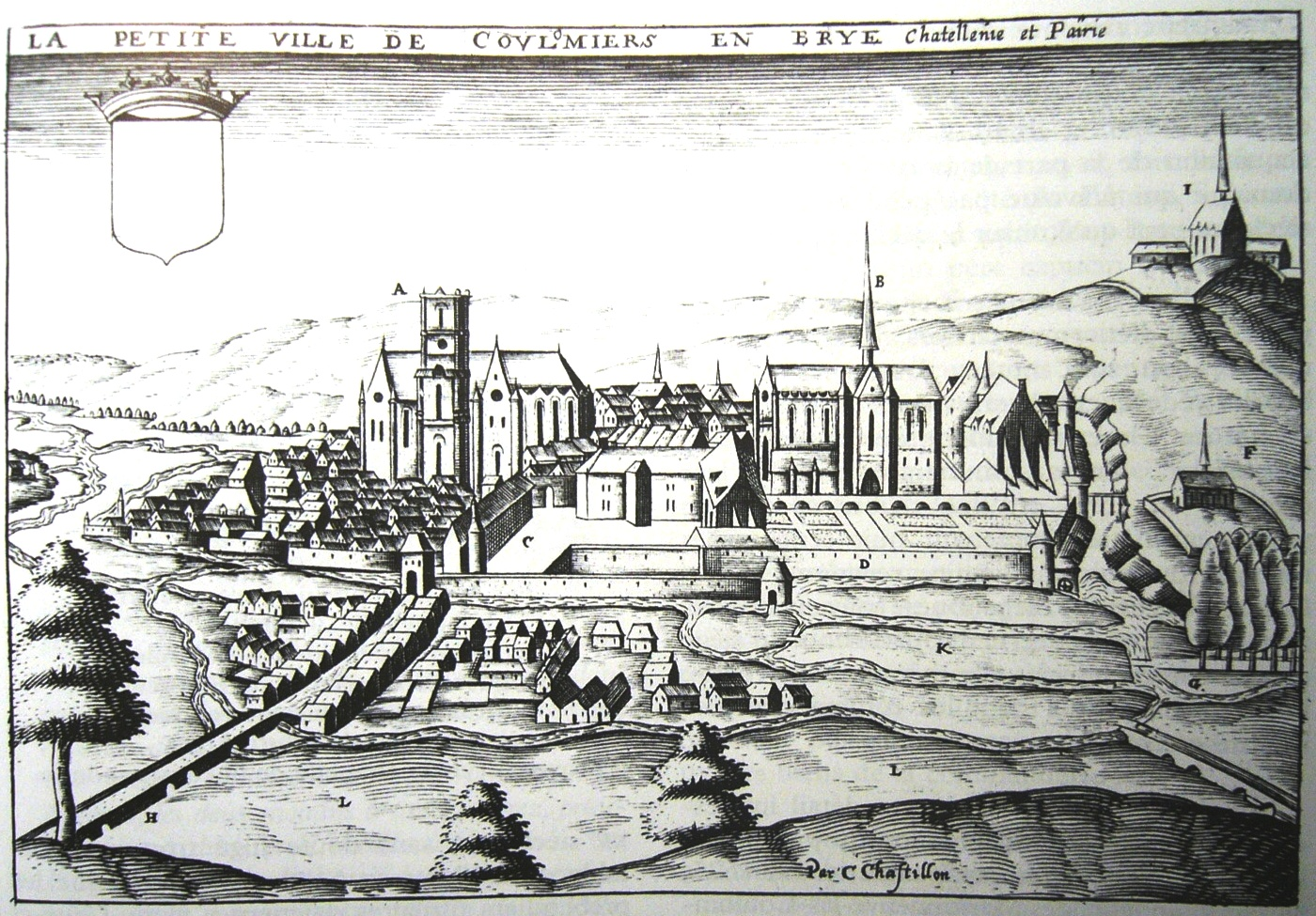
La Villa de Coulommiers en Brie - 1600